# Quai de Conti
Le quai de Conti, ou plus couramment « quai Conti », est un quai situé le long de la Seine, à Paris, dans le 6e arrondissement.

## Situation et accès
Long de 307 mètres, il commence au 2, rue Dauphine et se termine place de l’Institut. Il est à sens unique, dans le sens est-ouest.

## Origine du nom
Cette voie porte ce nom car l'hôtel de Conti y avait sa principale entrée. C'est sur son emplacement que l'on commença, en 1771, à bâtir l'hôtel des Monnaies.

## Historique
Il est cité sous le nom de « rue du quay, allant du bout du Pont neuf à la porte de Nesle » dans un manuscrit de 1636.
En 1655, le projet de construction d'un quai voit le jour :
« Bureau de la ville. — Nous, ce jour, estant allez visiter ce qu'il est nécessaire de faire pour l'embellissement et la décoration de la ville, le quay de la rivière, despuis le bout du Pont-Neuf jusques à la porte de Nesle, suivant les résolutions pour ce prises au bureau de la ville, à la prière et requeste de M. du Plessis de Guénégaud, secrétaire d'Estat ; ce considéré que la maison appelée le Château-Gaillard empeschait en quelleque façon l'ornement du dit quay, qui ne sert d'ailleurs qu'à des divertissements publiques parmy lesquels il s'y trouve tousjours quelques désordres, joinct que la ville qui en a faict concession n'en retire pas grande utilité ; nous avons, en conséquence d'autres précédentes délibérations, résolu de la faire abbattre et de se servir des démolitions qui en proviendront pour l'establissement d'un quay qui prendra despuis le dict lieu jusques à la porte de Nesle, en desdommageant les particuliers qui y ont basty par la permission de la ville ; et vu la nécessité qu'il y avait de faire promptement travailler au dit quay et soustenir les terres qui y ont esté apportées, ce qui pourroit gaster la rivière, avons ordonné qu'il soit procédé au plustôt à la construction du dit quay. Fait au bureau de la ville, le 5 novembre 1655. »
En 1662, le gros œuvre de la construction du quai est déjà commencé, et le projet est finalisé :
« Bureau de la ville. Nous estant ce jour assemblés au bureau de la ville pour donner notre advis sur les propositions et dessins qui nous ont esté présentés pour la construction de certains bastiments sur et le long du quay Malaquais, joignant la porte de Nesle, depuis icelle jusques à l'entrée de la rue de Seine, etc., sommes d'avis que l'on doit continuer le quay encommaucé du costé du Pont-Neuf jusques à la tour de Nesle, et depuis ycelle le conduire aussi en ligne droite jusques à la rue des Petits-Augustins, laissant au-devant de la rue un quay de la largeur de 10 à 12 thoises , conformément aux dessins ci-devant arrestez, et les alignements donnés en conséquence aux propriétaires des maisons sur le dit quay. Fait au bureau de la ville, le 10 juillet 1662. »
Ce quai, d'abord nommé « quai de Nesle », en raison de la tour de Nesle qui en occupait toute la largeur, prit ensuite le nom de « quai Guénégaud » en raison hôtel de Guénégaud qui en était voisin, avant de prendre le nom de « quai Conti ».
En 1769, des lettres patentes prévoient l'élargissement du quai Conti :
« 22 avril 1769. — Le quai Conti sera élargi depuis l'entrée de la rue Dauphine jusqu'à la rue Guénégaud, pour suivre l'alignement du nouvel hôtel des Monnaies, qui se construit actuellement sur l'emplacement de l'ancien hôtel de Conti, en exécution de nos lettres patentes du mois d'avril 1768, et il sera fait au mur dudit quai les changements et rectifications convenables et relatifs à la disposition de la façade dudit hôtel des Monnaies ; et il sera alors fait un pan coupé des deux côtés de la rue Dauphine, en face du Pont-Neuf. Ce même quai sera aussi élargi suivant l'alignement du nouvel hôtel des Monnaies par la suppression des deux bâtiments qui bordent les deux côtés de la place du Collège-Mazarin, au moyen de quoi il sera pratiqué une sortie directe de la rue de Seine sur le quai en face du Louvre, nous réservant d'ordonner par la suite une communication de la rue de Seine avec la rue de Tournon, qui se trouvent l'une et l'autre dans la même direction vers notre palais dit Luxembourg. Signé Louis. »
Ces dispositions n'ont toutefois pas été exécutées.
Par arrêté du 14 fructidor an VI (31 août 1798) le quai de Conti prend le nom de « quai de la Monnaie » :
« Administration centrale. Séance du IV fructidor an VI. L'administration centrale du département, vu la lettre du commissaire du Directoire exécutif près l'administration municipale du 10e arrondissement, qui propose de changer la dénomination du « quai de Conti » ; le commissaire du Directoire exécutif entendu, arrête que ce quai prendra le nom de « quai de la Monnaie ». Le citoyen Molinos demeure chargé de l'exécution du présent arrêté. »
Deux décisions ministérielles, l'une en date du 13 février 1810, signée Monlalivet, l'autre du 7 juillet 1817, ont déterminé l'alignement de ce quai. L'hôtel des Monnaies et les constructions situées entre l'impasse de Conti et l'Institut de France sont alignées ; le surplus est soumis à un retranchement considérable.
Un arrêté préfectoral du 27 avril 1814 lui rendit le nom de « quai de Conti ».
Des travaux de reconstruction du quai ont été effectués entre 1851 et 1853. Il en a résulté un élargissement de la voie publique, notamment devant l'Institut de France, où la circulation était, déjà difficile et dangereuse à cette époque.

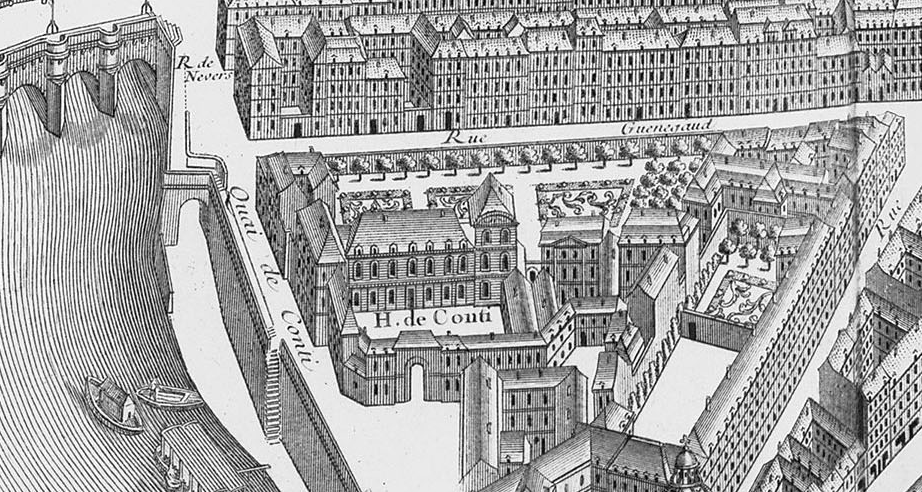
Le quai de Conti avec l'ancien hôtel de Conti sur le plan de Turgot, vers 1737.
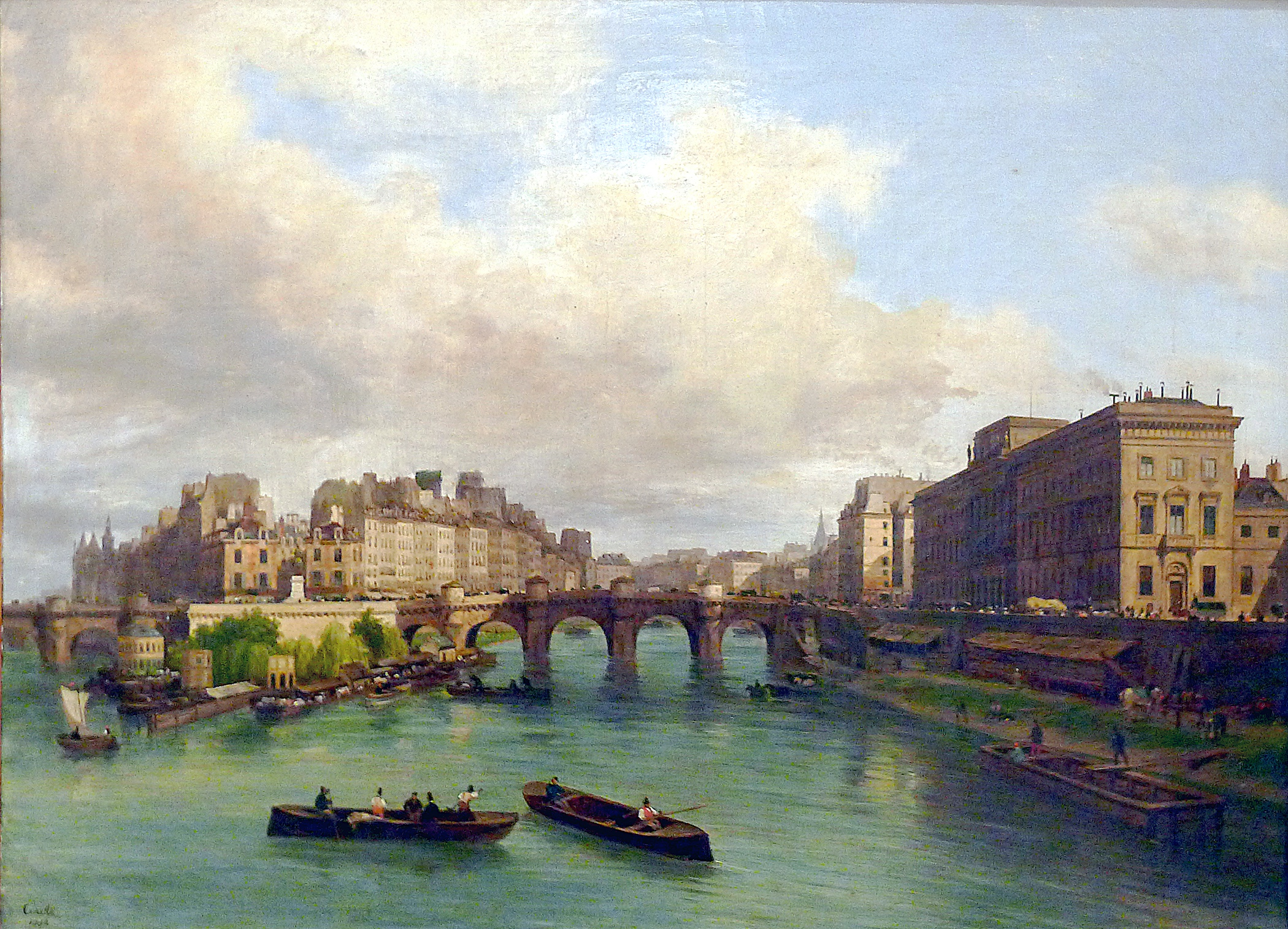
Giuseppe Canella, Le Pont-Neuf, la Cité, la Monnaie et le quai de Conti (1832) musée Carnavalet (Paris). Le quai de Conti est visible à droite.
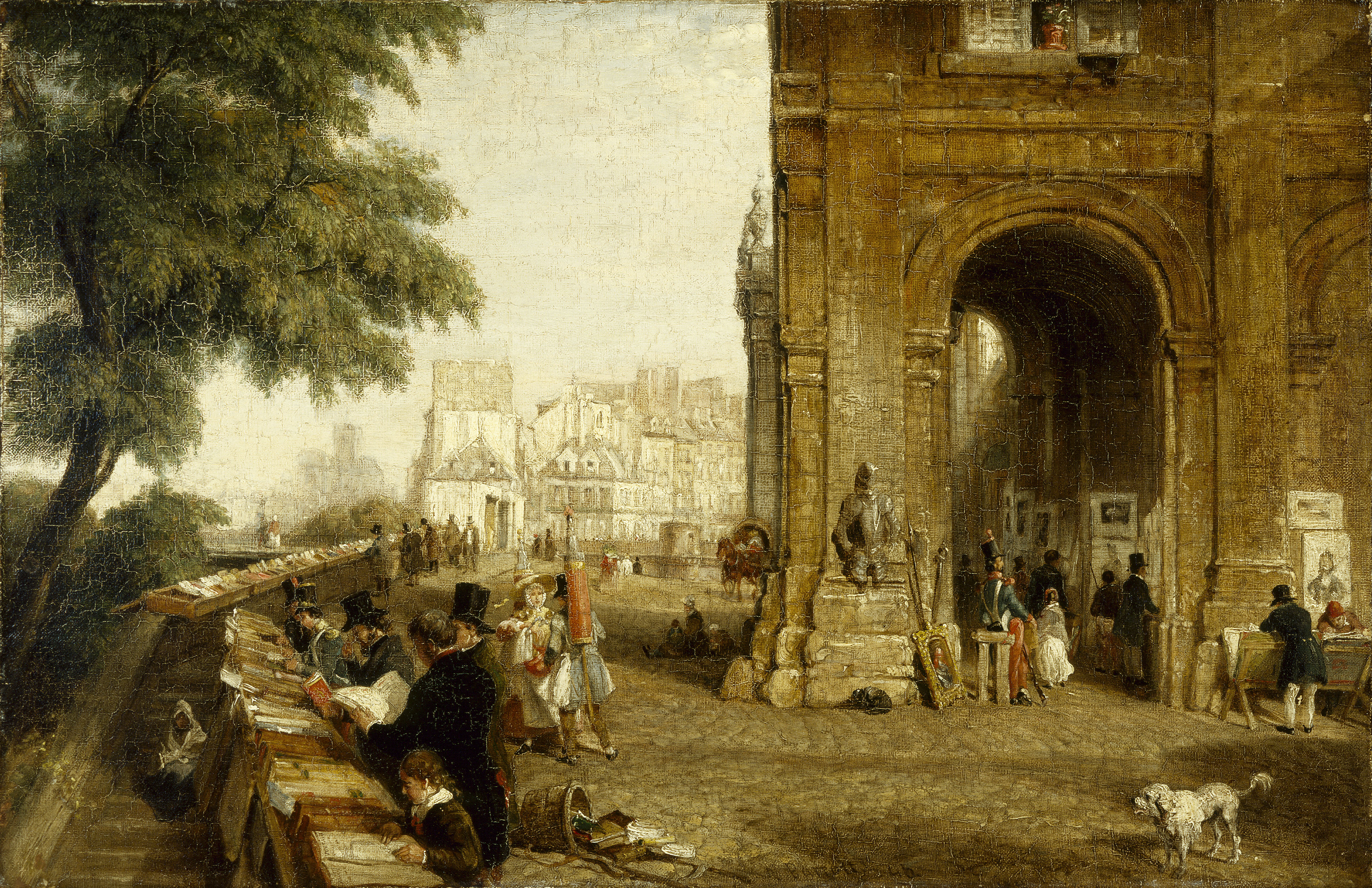
William Parrott, Le Quai de Conti sous Louis-Philippe (1846), musée Carnavalet (Paris).

## Bâtiments remarquables et lieux de mémoire

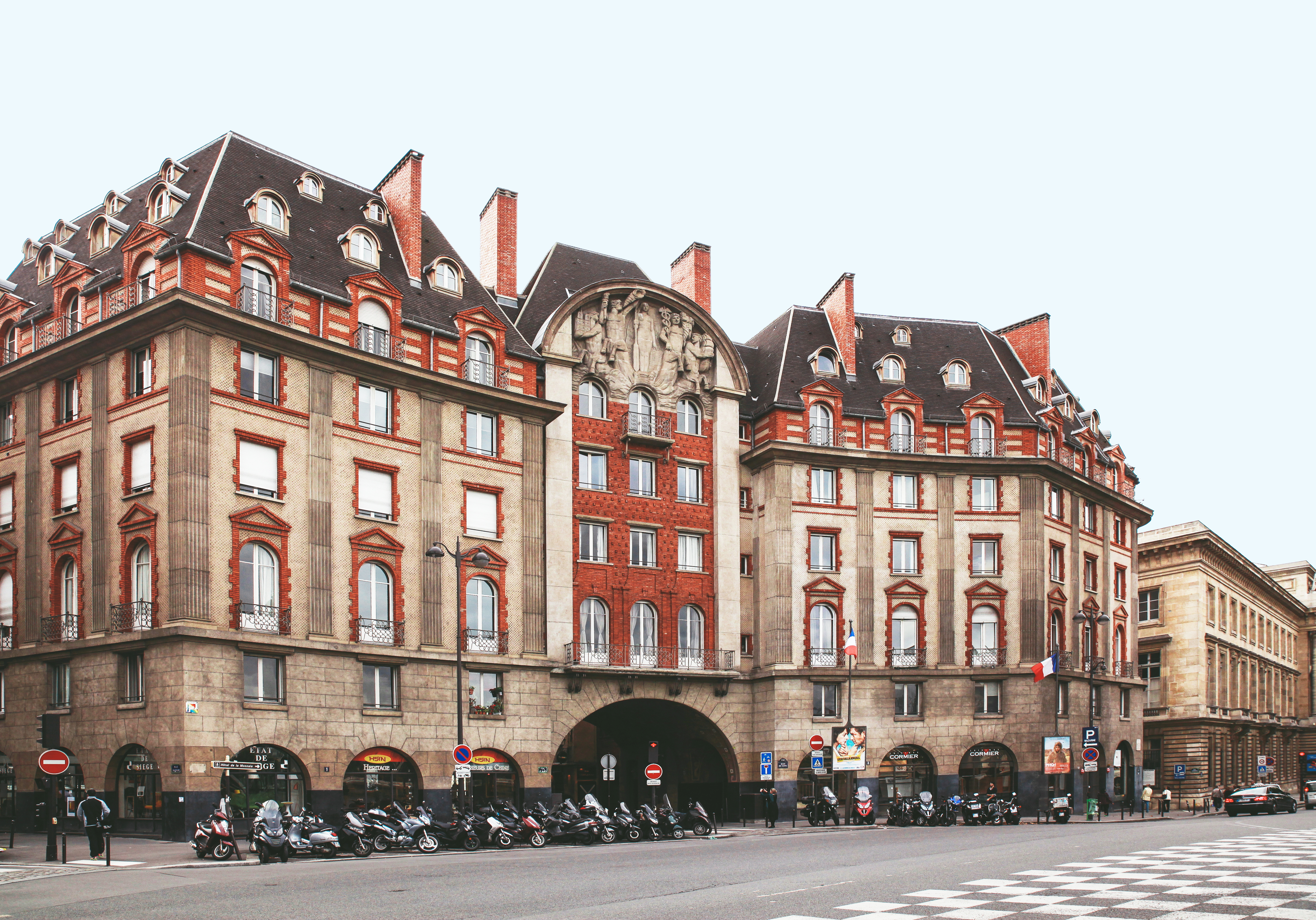
No 1. Sous l'arche passe la rue de Nevers.

- Au débouché de la rue Mazarine, face au pont des Arts, sur l'actuel quai de Conti à la hauteur de la place de l'Institut, se trouvait l'ancien « quai des Nations » que l'on trouve sur le plan de Paris de Delagrive de 1760 à 1771.
- À la descente du Pont-Neuf, au coin de la rue de Nevers se trouvait en 1729, la boutique de la Veuve Pissot, libraire qui vendait le Mercure françois à l'enseigne de la Croix d'Or[1]
- No 1 : Carrefour Curie. Il s'agit de trois immeubles construits en 1932, rappelant l'architecture en brique et pierre du début du XVIIe siècle de la place Dauphine, conçus par l'architecte Joseph Marrast et le sculpteur Carlo Sarrabezolles.
- No 3 : emplacement de la boutique de curiosités et bijoux au Petit Dunkerque, créée vers 1760 par Granchez, natif de Dunkerque et bijoutier de la reine Marie-Antoinette.
- No 11 : l'hôtel des Monnaies qui abrite la Monnaie de Paris, établissement public assurant, entre autres, la gestion du musée de la Monnaie de Paris, dans l'ancien hôtel de Conti.
  - À ce niveau, entre le quai et la pointe aval du square du Vert-Galant, était établi, sur la Seine, le barrage-écluse de la Monnaie. Mis en activité en 1853, il a fonctionné jusqu’à la crue de 1910 et a été détruit en 1923[2].
- No 11 bis : Centre de secours (CS) La Monnaie, appartenant à la brigade de sapeurs-pompiers de Paris. Celui-ci n'est pas un bâtiment mais une péniche. C'est là que sont basés les pompiers plongeurs parisiens. Sur le quai, on peut notamment y apercevoir la planche de rétablissement utilisée chaque jour en exercice.
- No 13 : hôtel de Sillery-Genlis[3]; Bonaparte y résida.
- No 13 : ici se trouvait la librairie Maire-Nyon en 1824. Le préfet Pierre Jouhanneaud y habite à la suite de son limogeage au sujet de l'assassinat d'Alexandre Ier de Yougoslavie[4].
- No 15 : lieu où a été conçu l'écrivain Patrick Modiano, pendant l'Occupation[5].
- No 23 : l'ancien collège des Quatre-Nations abritant l'Institut de France. À son emplacement s'élevait la tour de Nesle, partie de l'enceinte de Philippe-Auguste.
Statue de Condorcet par Jacques Perrin, inaugurée pour le centenaire de sa mort, le 14 juillet 1894. L'homme politique est lié à l'histoire du quartier : en effet, il fut inspecteur général de l'hôtel des Monnaies et secrétaire perpétuel de l'Académie des sciences, à l'Institut. Par ailleurs, à une époque où la Troisième République cherche à valoriser dans la pierre des figures des Lumières, le scientifique Condorcet fait pendant au littéraire Voltaire, dont la statue est élevée de l'autre côté de l'Institut de France, quai Malaquais (de nos jours place Mahmoud-Darwich, remplacée par la statue La République). La statue de Condorcet est fondue sous l'Occupation puis une nouvelle est érigée en 1991, peu après le bicentenaire de la Révolution[6].
Le 5 juillet 1914, une manifestation en faveur du droit de vote des femmes, organisée par Séverine et réunissant 2400 personnes, se déroule entre le jardin des Tuileries et la statue de Condorcet. Il s'agit du premier rassemblement public démonstratif de ce type en France[7],[8].
En 1820-1822, domicile de Guillaume Guillon-Lethière (1760-1832), directeur de l'Académie de France à Rome[9].
- No 25 : le sculpteur Auguste Dumont (1801-1884) y a vécu et est mort.

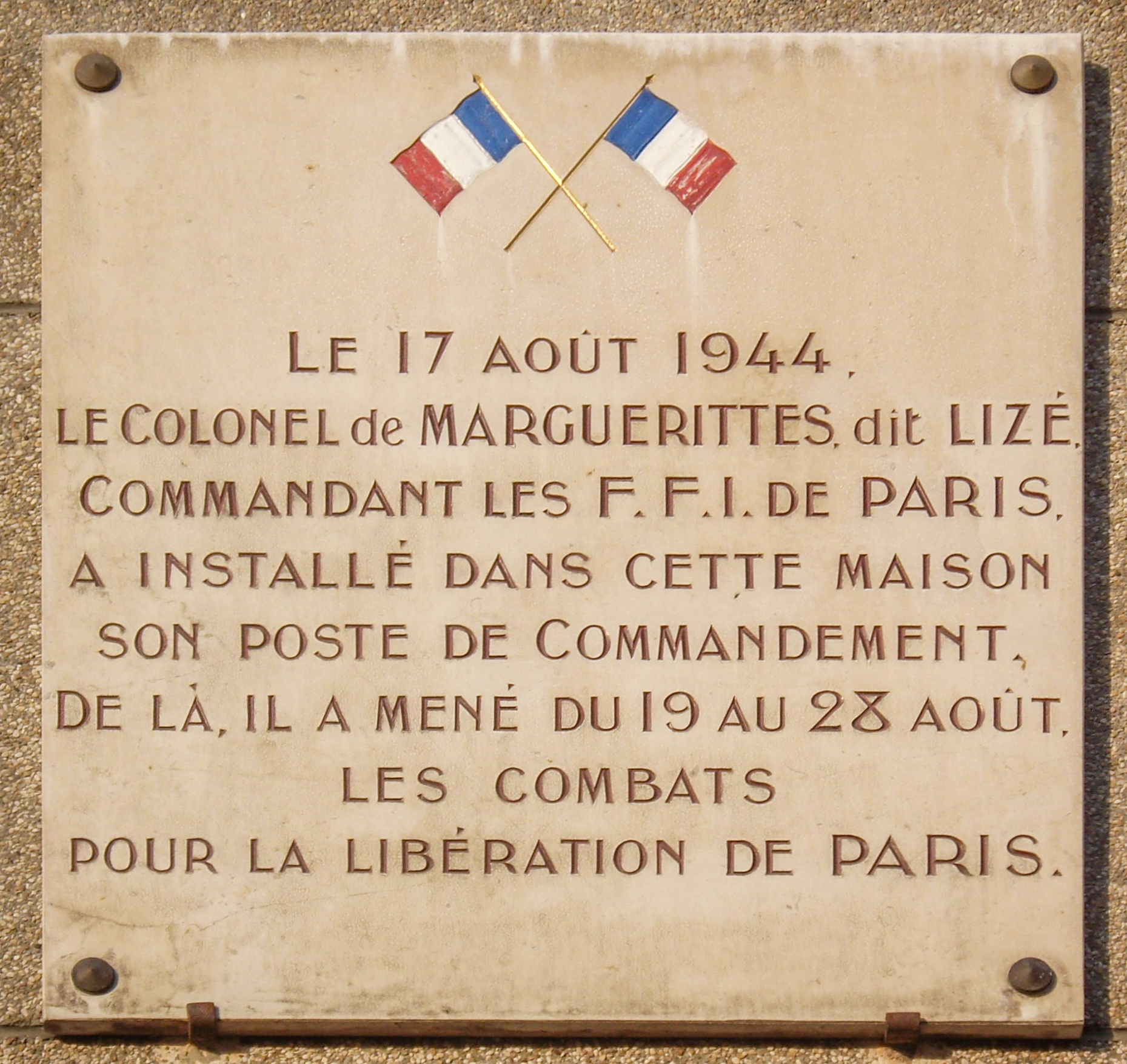
Plaque au no 5.
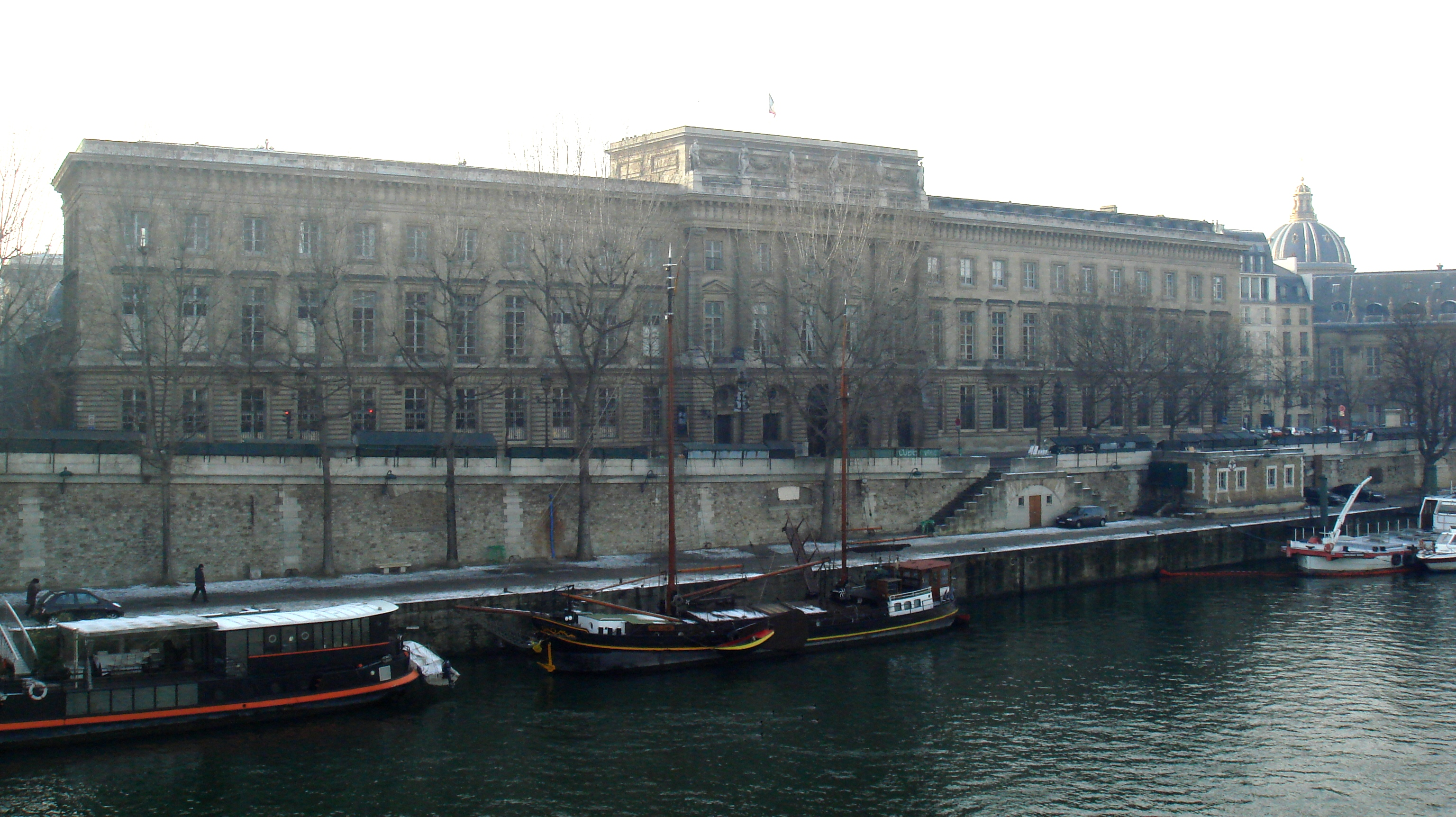
L'hôtel des Monnaies au no 11.
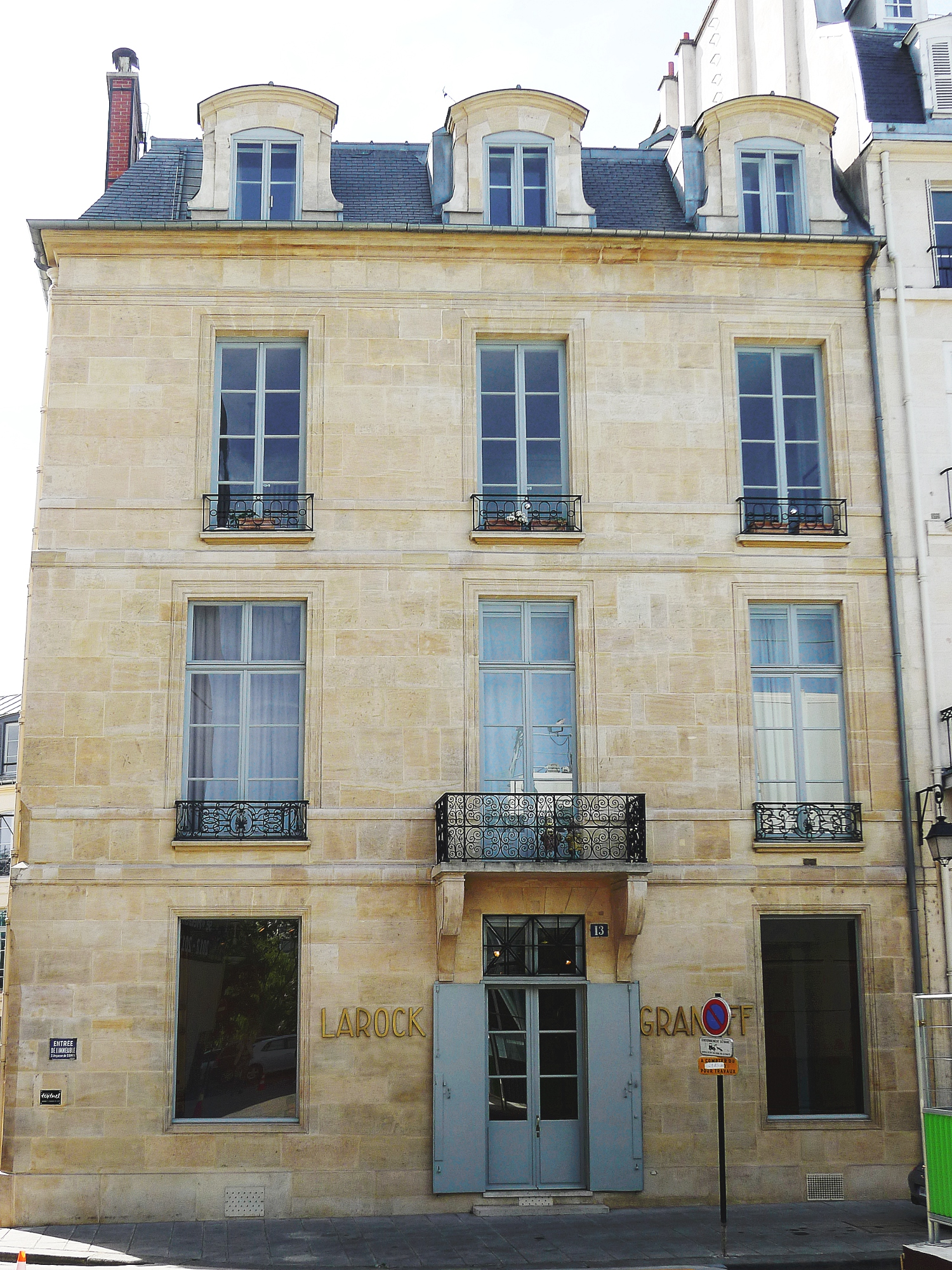
L'hôtel Sillery-Genlis au no 13.
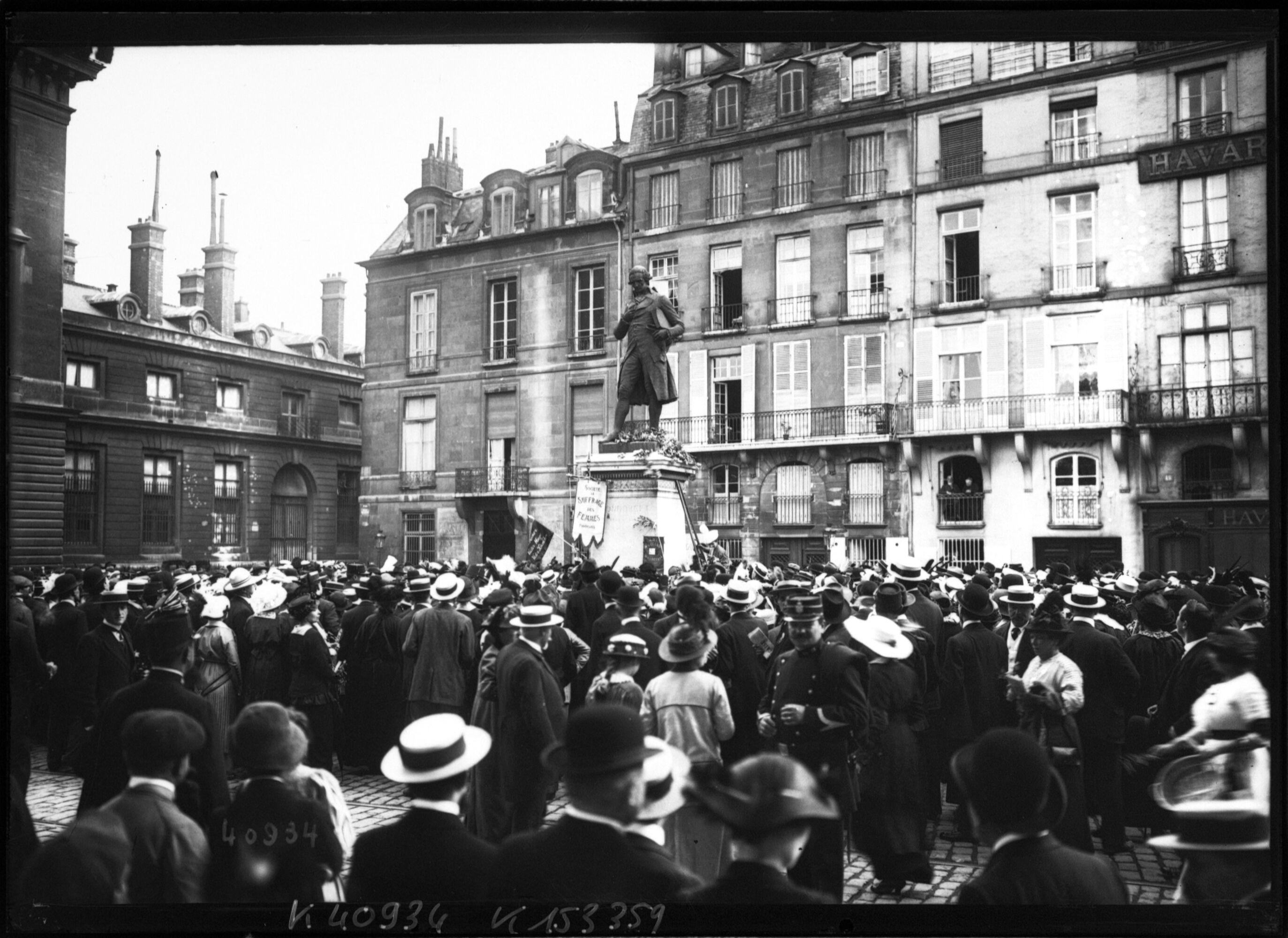
La manifestation de 1914 devant la statue de Condorcet.

## Dans la littérature
Dans le roman À la recherche du temps perdu de Marcel Proust, le salon des Verdurin se trouve quai de Conti.